# 布列塔尼地区勒塞勒
布列塔尼地区勒塞勒（法語：Le Sel-de-Bretagne，法語發音：[lə sɛl də bʁətaɲ]）是法国伊勒-维莱讷省的一个市镇，位于该省南部，属于勒东区。

## 地理
布列塔尼地区勒塞勒（47°53'45"N, 1°36'38"W）面积8.1 平方千米，位于法国布列塔尼大區伊勒-维莱讷省，该省份为法国西北部沿海省份，位于布列塔尼半岛东部，北濒大西洋，西接阿摩尔滨海省和莫尔比昂省，南至大西洋卢瓦尔省，西南端接曼恩-卢瓦尔省，东临马耶讷省，东北与芒什省接壤。
与布列塔尼地区勒塞勒接壤的市镇（或旧市镇、城区）包括：索尔尼耶尔、布列塔尼地区拉博斯、庞塞、小富日赖、特雷伯夫。

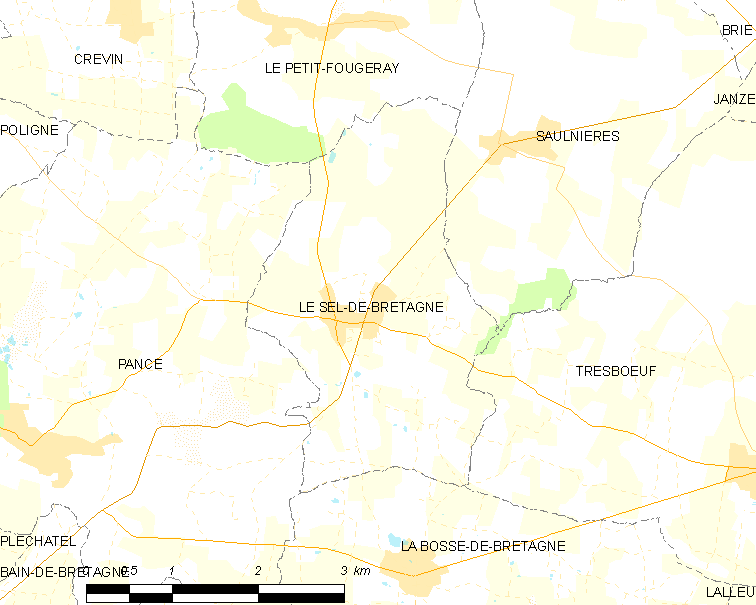
布列塔尼地区勒塞勒的OSM定位图

布列塔尼地区勒塞勒的时区为UTC+01:00、UTC+02:00（夏令时）。

## 行政
布列塔尼地区勒塞勒的邮政编码为35320，INSEE市镇编码为35322。

## 政治
布列塔尼地区勒塞勒所属的省级选区为布列塔尼地区班县。

## 人口

1962-2008年间布列塔尼地区勒塞勒人口变化图示

布列塔尼地区勒塞勒于2022年1月1日时的人口数量为1102人。